# Cyrtorhyssa mesopyrrha
Cyrtorhyssa mesopyrrha là một loài tò vò trong họ Ichneumonidae.